# Кэмпбелл, Адам (футболист)
Адам Кэмпбелл (англ. Adam Campbell; родился 1 января 1995 года в Норт-Шилдс, Тайн-энд-Уир) — английский футболист, нападающий клуба «Гейтсхед».

## Клубная карьера
Уроженец Тайнсайда и воспитанник клуба «Уоллсенд Бойз», Адам Кэмпбелл считался очень перспективным игроком в молодёжной академии «Ньюкасла» и даже сравнивался с молодым Уэйном Руни.
Летом 2010 года Адам Кэмпбелл был признан самым ценным игроком Кубка Nike, проводимого среди молодых игроков на стадионе «Олд Траффорд». В 2012 году он был признан лучшим игроком Премьер-турнира Молочного кубка.
23 августа Кэмпбелл дебютировал за «Ньюкасл» в матче Лиги Европы против клуба «Атромитос», став самым молодым игроком «сорок» в еврокубках. 10 марта 2013 года Кэмпбелл дебютировал в Премьер-лиге, выйдя на замену в матче против «Сток Сити».
В январе 2014 года перешёл на правах аренды в шотландский «Сент-Миррен». В первом же матче забил гол в ворота «Килманрока», но «святые» проиграли 2:1..

## Карьера в сборной
Выступал за сборные Англии до 16, до 17 и до 19 лет.

## Статистика выступлений
| Клуб                     | Сезон            | Лига | Лига | Кубок Англии | Кубок Англии | Кубок лиги | Кубок лиги | Еврокубки | Еврокубки | Итого | Итого |
| Клуб                     | Сезон            | Игры | Голы | Игры         | Голы         | Игры       | Голы       | Игры      | Голы      | Игры  | Голы  |
| ------------------------ | ---------------- | ---- | ---- | ------------ | ------------ | ---------- | ---------- | --------- | --------- | ----- | ----- |
| Ньюкасл Юнайтед          | 2012/13          | 3    | 0    | 0            | 0            | 0          | 0          | 2         | 0         | 5     | 0     |
| Ньюкасл Юнайтед          | 2013/14          | 0    | 0    | 0            | 0            | 0          | 0          | 0         | 0         | 0     | 0     |
| Ньюкасл Юнайтед          | Итого            | 3    | 0    | 0            | 0            | 0          | 0          | 2         | 0         | 5     | 0     |
| Карлайл Юнайтед (аренда) | 2013/14          | 1    | 0    | 0            | 0            | 0          | 0          | 0         | 0         | 1     | 0     |
| Итого за карьеру         | Итого за карьеру | 4    | 0    | 0            | 0            | 0          | 0          | 2         | 0         | 6     | 0     |